# 자주조정
자주조정(自主調整)이란 격심한 설비투자 경쟁과 시장획득 경쟁 등에서 생기는 여러 폐단을 피하기 위하여 산업계가 자주적으로 설비투자를 억제하거나 생산량과 가격조정에 노력하는 것 등을 말한다.

## 같이 보기
- 이해충돌